# Henham
Henham – wieś w Anglii, w hrabstwie Essex, w dystrykcie Uttlesford. Leży 27 km na północny zachód od miasta Chelmsford i 54 km na północny wschód od Londynu.